# Micaela Morán
Micaela Morán (Zárate, Argentina; 26 de marzo de 1985) es una abogada y política argentina del partido Frente Renovador. Es Diputada de la Nación Argentina por Buenos Aires desde 2022.

## Biografía
Morán, abogada de la Universidad de Buenos Aires, fue concejal por el Partido de Zárate entre 2015 y 2019. Además, asumió como Diputada Provincial en Buenos Aires en diciembre de 2019 tras la salida de Lisandro Bonelli, cargo que ostentó hasta diciembre de 2021
Ocupó el lugar 17 en la lista del Frente de Todos en las Elecciones legislativas de 2021, donde no fue electa.
Asumió como Diputada de la Nación Argentina por Buenos Aires en octubre de 2022, en reemplazo de Victoria Tolosa Paz quien tomó el cargo de Ministra de Desarrollo Social, Morán trabajaba hasta entonces en el Ministerio de Transporte.

## Historial electoral
|  | 14,57 % |

|  | 59.97 % |

|  | 38.59 % |

## Vida personal
Morán es esposa de José Acasuso, tenista profesional. Su padre, Gustavo Morán, es médico y concejal de Zárate.